# هم‌ژنی
هم‌ژنی در دانش ژنتیک هنگامی است که دو اندامگان در یکی از جایگاه‌های فام‌تنی خود تفاوت دارند.

## ساختن نژادهای هم‌ژن
نژادهای هم‌ژن در آزمایشگاه، با آمیزش دادن دو نژاد از یک گونه (برای نمونه موش) و سپس آمیزش دادن زاده‌های آنها با یکی از پدر یا مادر آغازین و تکرار و ادامهٔ آمیزش دادن زاده‌های این واپسین آمیختگی با همان پدر یا مادر آغازین و ادامهٔ این کار برای ۵ تا ۱۰ نسل، ساخته می‌شوند.